# Żeglarstwo na Letnich Igrzyskach Olimpijskich 2008
Zawody żeglarskie Igrzysk XXIX Olimpiady odbyły się w Qingdao w Chinach. Trwały od 9 do 21 sierpnia 2008 roku.

## Konkurencje – klasy
Zawody odbyły się w 11 klasach:
1. Windsurfing
  1.     1. RS:X – kobiet i mężczyzn,
2. Jachty jednokadłubowe
  1. jednoosobowe
    1. Laser – mężczyzn,
    2. Laser Radial – kobiet,
    3. Finn – open,

  2. dwuosobowe
    1. 470 – kobiet i mężczyzn,
    2. 49er – open,
    3. Star – mężczyzn

  3. trzyosobowe
    1. Yngling – kobiet,
3. Katamarany
  1. Tornado – open.

## Kwalifikacje
Każdy kraj może wystawić 1 załogę w każdej klasie, czyli maksymalnie 18 żeglarzy.
| Kraj                                 | Mężczyźni | Mężczyźni | Mężczyźni | Mężczyźni | Kobiety | Kobiety      | Kobiety | Kobiety | Open | Open | Open    | Razem     | Razem      |
| Kraj                                 | RS:X      | Laser     | 470       | Star      | RS:X    | Laser Radial | 470     | Yngling | 49er | Finn | Tornado | Jednostek | Zawodników |
| ------------------------------------ | --------- | --------- | --------- | --------- | ------- | ------------ | ------- | ------- | ---- | ---- | ------- | --------- | ---------- |
| Argentyna                            | X         | X         | X         |           | X       | X            | X       |         |      |      | X       | 7         | 10         |
| Australia                            |           | X         | X         | X         | X       | X            | X       | X       | X    | X    | X       | 10        | 17         |
| Austria                              |           | X         | X         | X         |         |              | X       |         | X    |      | X       | 6         | 11         |
| Barbados                             |           | X         |           |           |         |              |         |         |      |      |         | 1         | 1          |
| Białoruś                             | X         |           | X         |           |         | X            |         |         |      |      |         | 3         | 4          |
| Belgia                               |           |           |           |           |         | X            |         |         |      |      | X       | 2         | 3          |
| Brazylia                             | X         | X         | X         | X         | X       |              | X       |         | X    | X    |         | 8         | 12         |
| Bułgaria                             |           |           |           |           | X       |              |         |         |      |      |         | 1         | 1          |
| Chile                                |           | X         |           |           |         |              |         |         |      |      |         | 1         | 1          |
| Chiny                                | X         | X         | X         | X         | X       | X            | X       | X       | X    | X    | X       | 11        | 18         |
| Chorwacja                            | X         | X         | X         | X         |         | X            |         |         | X    | X    |         | 7         | 10         |
| Cypr                                 | X         | X         |           |           | X       |              |         |         |      | X    |         | 4         | 4          |
| Czechy                               |           | X         |           |           |         |              | X       |         |      | X    |         | 3         | 4          |
| Dania                                | X         | X         |           |           | X       |              |         |         | X    | X    |         | 5         | 6          |
| Dominikana                           |           | X         |           |           |         |              |         |         |      |      |         | 1         | 1          |
| Estonia                              | X         | X         |           |           |         |              |         |         |      |      |         | 2         | 2          |
| Finlandia                            |           | X         | X         |           | X       | X            |         | X       |      | X    |         | 6         | 9          |
| Francja                              | X         | X         | X         | X         | X       | X            | X       | X       | X    | X    | X       | 11        | 18         |
| Grecja                               | X         | X         | X         |           | X       | X            |         | X       |      | X    | X       | 8         | 12         |
| Gwatemala                            |           | X         |           |           |         |              |         |         |      |      |         | 1         | 1          |
| Hiszpania                            | X         | X         | X         |           | X       | X            | X       | X       | X    | X    | X       | 10        | 16         |
| Holandia                             | X         | X         | X         |           |         |              | X       | X       |      | X    | X       | 7         | 12         |
| Hongkong                             | X         |           |           |           | X       |              |         |         |      |      |         | 2         | 2          |
| Indie                                |           |           |           |           |         |              |         |         |      | X    |         | 1         | 1          |
| Indonezja                            | X         |           |           |           |         |              |         |         |      |      |         | 1         | 1          |
| Irlandia                             |           |           | X         | X         |         | X            |         |         |      | X    |         | 4         | 6          |
| Izrael                               | X         |           | X         |           | X       | X            | X       |         |      |      |         | 5         | 7          |
| Japonia                              | X         | X         | X         |           | X       |              | X       |         | X    |      |         | 6         | 9          |
| Kanada                               | X         | X         | X         |           | X       | X            |         | X       | X    | X    | X       | 9         | 14         |
| Kolumbia                             | X         |           |           |           |         |              |         |         |      |      |         | 1         | 1          |
| Korea Południowa                     | X         | X         | X         |           |         |              |         |         |      |      |         | 3         | 4          |
| Litwa                                |           |           |           |           |         | X            |         |         |      |      |         | 1         | 1          |
| Luksemburg                           |           | X         |           |           |         |              |         |         |      |      |         | 1         | 1          |
| Malezja                              |           | X         |           |           |         |              |         |         |      |      |         | 1         | 1          |
| Meksyk                               | X         |           |           |           | X       | X            |         |         |      |      |         | 3         | 3          |
| Niemcy                               |           |           |           | X         |         | X            | X       | X       | X    |      | X       | 6         | 12         |
| Nowa Zelandia                        | X         | X         | X         | X         | X       | X            |         |         |      | X    |         | 7         | 9          |
| Norwegia                             |           | X         |           |           | X       | X            |         | X       | X    | X    |         | 6         | 9          |
| Paragwaj                             |           |           |           |           |         | X            |         |         |      |      |         | 1         | 1          |
| Peru                                 |           |           |           |           |         | X            |         |         |      |      |         | 1         | 1          |
| Polska                               | X         | X         | X         | X         | X       | X            |         |         | X    | X    |         | 8         | 11         |
| Portugalia                           | X         | X         | X         | X         |         |              |         |         | X    |      |         | 5         | 8          |
| Południowa Afryka                    |           |           |           |           |         |              |         | X       |      |      |         | 1         | 3          |
| Rosja                                | X         | X         | X         |           | X       | X            |         | X       |      | X    |         | 7         | 10         |
| Seszele                              |           | X         |           |           |         |              |         |         |      |      |         | 1         | 1          |
| Singapur                             |           | X         | X         |           |         | X            | X       |         |      |      |         | 4         | 6          |
| Słowacja                             | X         |           |           |           |         |              |         |         |      |      |         | 1         | 1          |
| Słowenia                             |           | X         | X         |           |         |              | X       |         |      | X    |         | 4         | 6          |
| Stany Zjednoczone                    | X         | X         | X         | X         | X       | X            | X       | X       | X    | X    | X       | 11        | 18         |
| Szwecja                              |           | X         | X         | X         |         | X            | X       |         | X    | X    |         | 7         | 11         |
| Szwajcaria                           | X         | X         | X         | X         |         | X            | X       |         |      |      |         | 6         | 9          |
| Tajlandia                            | X         |           |           |           | X       |              |         |         |      |      |         | 2         | 2          |
| Tajpej                               | X         |           |           |           |         |              |         |         |      |      |         | 1         | 1          |
| Turcja                               | X         | X         | X         |           | X       |              |         |         |      | X    |         | 5         | 6          |
| Ukraina                              | X         |           |           |           | X       |              |         |         | X    |      | X       | 4         | 6          |
| Urugwaj                              |           | X         |           |           |         |              |         |         |      |      |         | 1         | 1          |
| Wenezuela                            | X         | X         |           |           |         |              |         |         |      | X    |         | 3         | 3          |
| Węgry                                | X         | X         |           |           | X       |              |         |         |      |      |         | 3         | 3          |
| Wielka Brytania                      | X         | X         | X         | X         | X       | X            | X       | X       | X    | X    | X       | 11        | 18         |
| Włochy                               | X         | X         | X         | X         | X       | X            | X       | X       | X    | X    | X       | 11        | 18         |
| Wyspy Dziewicze Stanów Zjednoczonych |           | X         |           |           |         |              |         |         |      |      |         | 1         | 1          |
| Zjednoczone Emiraty Arabskie         |           | X         |           |           |         |              |         |         |      |      |         | 1         | 1          |
| Łącznie: 62 kraje                    | 35        | 43        | 29        | 16        | 27      | 28           | 19      | 15      | 19   | 26   | 15      | 272       | 400        |

### Polacy
Skład reprezentacji Polski:
- - Zofia Klepacka w klasie RS:X kobiet
  - Przemysław Miarczyński w klasie RS:X mężczyzn
  - Katarzyna Szotyńska w klasie Laser Radial
  - Maciej Grabowski w klasie Laser
  - Rafał Szukiel w klasie Finn
  - Patryk Piasecki i Kacper Ziemiński w klasie 470
  - Marcin Czajkowski i Krzysztof Kierkowski w klasie 49er
  - Mateusz Kusznierewicz i Dominik Życki w klasie Star

## Mężczyźni

### Windsurfing:RS:X
| Lp. | Państwo         | Zawodnik               | Wynik  |
| --- | --------------- | ---------------------- | ------ |
| 1   | Nowa Zelandia   | Tom Ashley             | 52 pkt |
| 2   | Francja         | Julien Bontemps        | 52     |
| 3   | Izrael          | Szachar Zubari         | 58     |
| 4   | Wielka Brytania | Nick Dempsey           | 60     |
| 5   | Brazylia        | Ricardo Santos         | 77     |
| 6   | Hongkong        | King Yin Chan          | 84     |
| 7   | Chiny           | Wang Aichen            | 95     |
| 8   | Grecja          | Nikolaos Kaklamanakis  | 96     |
| –   | –               | –                      | –      |
| 16. | Polska          | Przemysław Miarczyński | 116    |

### Laser
| Lp. | Państwo         | Zawodnik             | Wynik  |
| --- | --------------- | -------------------- | ------ |
| 1   | Wielka Brytania | Paul Goodison        | 63 pkt |
| 2   | Słowenia        | Vasilij Žbogar       | 71     |
| 3   | Włochy          | Diego Romero         | 75     |
| 4   | Portugalia      | Gustavo Lima         | 76     |
| 5   | Nowa Zelandia   | Andrew Murdoch       | 81     |
| 6   | Szwecja         | Rasmus Myrgren       | 83     |
| 7   | Argentyna       | Julio Alsogaray      | 92     |
| 8   | Francja         | Jean-Baptiste Bernaz | 104    |
| –   | –               | –                    | –      |
| 16. | Polska          | Maciej Grabowski     | 131    |

### 470
| Lp. | Państwo         | Zawodnik                            | Wynik  |
| --- | --------------- | ----------------------------------- | ------ |
| 1   | Australia       | Nathan Wilmot Malcolm Page          | 44 pkt |
| 2   | Wielka Brytania | Nick Rogers Joe Glanfield           | 75     |
| 3   | Francja         | Nicolas Charbonnier Olivier Bausset | 78     |
| 4   | Holandia        | Sven Coster Kalle Coster            | 78     |
| 5   | Hiszpania       | Onan Barreiros Aaron Sarmiento      | 87     |
| 6   | Włochy          | Gabrio Zandona Andrea Trani         | 91     |
| 7   | Japonia         | Tetsyja Matsunaga Taro Ueno         | 97     |
| 8   | Portugalia      | Arvalo Marinho Miguel Nunes         | 102    |
| –   | –               | –                                   | –      |
| 19. | Polska          | Patryk Piasecki Kacper Ziemiński    | 151    |

### Star
| Lp. | Państwo         | Zawodnik                                 | Wynik  |
| --- | --------------- | ---------------------------------------- | ------ |
| 1   | Wielka Brytania | Iain Percy Andrew Simpson                | 45 pkt |
| 2   | Brazylia        | Robert Scheidt Bruno Prada               | 53     |
| 3   | Szwecja         | Fredrik Lööf Anders Ekström              | 53     |
| 4   | Polska          | Mateusz Kusznierewicz Dominik Życki      | 59     |
| 5   | Szwajcaria      | Flavio Marazzi Enrico De Maria           | 59     |
| 6   | Francja         | Xavier Rohart Pascal Rambeau             | 69     |
| 7   | Niemcy          | Mark Pickel Ingo Borkowski               | 70     |
| 8   | Portugalia      | Afonso Domingos Bernardo Plantier Santos | 72     |

## Kobiety

### Windsurfing–RS:X
| Lp. | Państwo         | Zawodniczka        | Wynik  |
| --- | --------------- | ------------------ | ------ |
| 1   | Chiny           | Yin Jian           | 39 pkt |
| 2   | Włochy          | Alessandra Sensini | 52     |
| 3   | Wielka Brytania | Bryony Shaw        | 45     |
| 4   | Hiszpania       | Marina Alabau      | 54     |
| 5   | Australia       | Jessica Crisp      | 66     |
| 6   | Nowa Zelandia   | Barbara Kendall    | 75     |
| 7   | Polska          | Zofia Klepacka     | 82     |
| 8   | Ukraina         | Olha Masliweć      | 83     |

### Laser radial
| Lp. | Państwo           | Zawodniczka            | Wynik  |
| --- | ----------------- | ---------------------- | ------ |
| 1   | Stany Zjednoczone | Anna Tunnicliffe       | 37 pkt |
| 2   | Litwa             | Gintarė Volungevičiūtė | 42     |
| 3   | Chiny             | Xu Lijia               | 50     |
| 4   | Australia         | Sarah Blanck           | 62     |
| 5   | Francja           | Sarah Steyaert         | 77     |
| 6   | Argentyna         | Nathalie Brugger       | 90     |
| 7   | Nowa Zelandia     | Jo Aleh                | 90     |
| 8   | Belgia            | Evi Van Acker          | 91     |
| 9   | Polska            | Katarzyna Szotyńska    | 109    |

### 470
| Lp. | Państwo         | Zawodniczki                        | Wynik  |
| --- | --------------- | ---------------------------------- | ------ |
| 1   | Australia       | Elise Rechichi Tessa Parkinson     | 43 pkt |
| 2   | Holandia        | Marcelien de Koning Lobke Berkhout | 53     |
| 3   | Brazylia        | Fernanda Oliveira Isabel Swan      | 60     |
| 4   | Izrael          | Nike Kornecki Vered Bouskila       | 66     |
| 5   | Włochy          | Giulia Conti Giovanna Micol        | 75     |
| 6   | Wielka Brytania | Christina Bassadone Sasia Clark    | 82     |
| 7   | Czechy          | Lenka Šmídová Lenka Mrzílková      | 83     |
| 8   | Austria         | Sylvia Wogl Carolina Flatscher     | 84     |

### Yngling
| Lp. | Państwo           | Zawodniczki                                            | Wynik  |
| --- | ----------------- | ------------------------------------------------------ | ------ |
| 1   | Wielka Brytania   | Sarah Ayton Sarah Webb Pippa Wilson                    | 24 pkt |
| 2   | Holandia          | Mandy Mulder Annemieke Bes Merel Witteveen             | 33     |
| 3   | Grecja            | Sofia Bekatorou Sofia Papadopoulou Virginia Kravarioti | 48     |
| 4   | Niemcy            | Ulli Schümann Ute Höpfner Julia Bleck                  | 56     |
| 5   | Australia         | Krystal Weir Karyn Gojnich Angela Farrel               | 57     |
| 6   | Rosja             | Jekatierina Skudina Diana Kruckich Natalia Iwanowa     | 58     |
| 7   | Francja           | Anne le Helley Catherine Lepesant Julie Grecht         | 62     |
| 8   | Stany Zjednoczone | Barkow Sally Carrie Howe Deborah Capozzi               | 63     |

## Open

### 49er
| Lp. | Państwo           | Zawodnik                                   | Wynik  |
| --- | ----------------- | ------------------------------------------ | ------ |
| 1   | Dania             | Jonas Warrer Martin Kirketerp Ibsen        | 61 pkt |
| 2   | Hiszpania         | Iker Martinez de Lizarduy Xabier Fernandez | 64     |
| 3   | Niemcy            | Hannes Peckolt Jan-Peter Peckolt           | 66     |
| 4   | Włochy            | Pietro Sibello Gianfranco Sibello          | 59     |
| 5   | Australia         | Nathan Outteridge Ben Austin               | 73     |
| 6   | Stany Zjednoczone | Tim Wodlow Chris Rast                      | 89     |
| 7   | Brazylia          | Andre Fonseca Rodrigo Duarte               | 99     |
| 8   | Austria           | Nico Luca Marc Delle Karth Nikolaus Resch  | 99     |
| –   | –                 | –                                          | –      |
| 16. | Polska            | Marcin Czajkowski Krzysztof Kierkowski     | 147    |

### Finn
| Lp. | Państwo           | Zawodnik               | Wynik  |
| --- | ----------------- | ---------------------- | ------ |
| 1   | Wielka Brytania   | Ben Ainslie            | 23 pkt |
| 2   | Stany Zjednoczone | Zach Railey            | 45     |
| 3   | Francja           | Guillaume Florent      | 58     |
| 4   | Szwecja           | Daniel Birgmark        | 58     |
| 5   | Kanada            | Christopher Cook       | 67     |
| 6   | Dania             | Jonas Høgh-Christensen | 70     |
| 7   | Słowenia          | Gašper Vinčec          | 72     |
| 8   | Chorwacja         | Ivan Kljaković-Gašpić  | 76     |
| –   | –                 | –                      | –      |
| 10. | Polska            | Rafał Szukiel          | 82     |

### Tornado
| Lp. | Państwo         | Zawodnik                            | Wynik  |
| --- | --------------- | ----------------------------------- | ------ |
| 1   | Hiszpania       | Fernando Echavarri Antón Paz Blanco | 44 pkt |
| 2   | Australia       | Darren Bundock Glenn Ashby          | 49     |
| 3   | Argentyna       | Santiago Lange Carlos Espinola      | 56     |
| 4   | Kanada          | Oskar Johansson Kevin Stittle       | 61     |
| 5   | Holandia        | Mitch Booth Pim Nieuwenhuis         | 64     |
| 6   | Wielka Brytania | Leigh McMillan Will Howden          | 67     |
| 7   | Niemcy          | Johannes Polgar Florian Spalteholtz | 70     |
| 8   | Włochy          | Francesco Marcolini Edoardo Bianchi | 74     |